# Buzsáki György
Buzsáki György (Kaposvár, 1949. november 24. –) magyar biológus, agykutató. A Neuroscience rovatszerkesztője. Az orvostudományok kandidátusa (1984).

## Életpályája
1974-ben diplomázott a Pécsi Orvostudományi Egyetemen. 1975–1988 között a Pécsi Orvostudományi Egyetem Élettani Intézeténk tanársegéde és adjunktusa volt. 1984–1985 között a Lundi Egyetem vendégkutatójaként dolgozott. 1986–1990 között a San Diegó-i Kaliforniai Egyetem idegtudományi tanszékén docens volt. 1990–2003 között a Rutgers Egyetem Molekuláris és Viselkedési Idegtudományi Központ vezető professzora volt. 2001 óta a Magyar Tudományos Akadémia külső tagja.
Kutatási területe a memória fiziológiai alapjai, különös tekintettel a neuronhálózati oszcillációk szerepére.

## Művei
- Electrophysiological analysis of the effect of atropine on the self-stimulation reaction in cats (1973)
- Cellular bases of hippocampal EEG in the behaving rat (1983)
- Az állatok tanulása (1984)
- Pattern recognition of the electroencephalogram by artificial neural networks (1993)
- Communication between neocortex and hippocampus during sleep in rodents (2003)
- Rhythms of the Brain (2006)
- Inhibition-induced theta resonance in cortical circuits (2013)
- The Brain From Inside Out (2019)

## Díjai
- Pierre Gloor-díj (1997)
- Cortical Discover-díj (2001)
- Agy-díj (2011; Freund Tamással és Somogyi Péterrel)
- A Magyar Érdemrend középkeresztje (2011)[2]
- Gábor Dénes-díj (2017)[3]
- Ralph W. Gerard-díj (2020)[4]